# Saint-Laurent-de-la-Salanque
Saint-Laurent-de-la-Salanque település Franciaországban, Pyrénées-Orientales megyében. Lakosainak száma 9941 fő (2022. január 1.). Saint-Laurent-de-la-Salanque Le Barcarès, Torreilles, Claira, Saint-Hippolyte, Leucate és Salses-le-Château községekkel határos.

## Népesség
A település népessége az elmúlt években az alábbi módon változott:
| Lakosok száma | 9851 | 10 301 | 10 422 | 10 246 | 10 158 | 10 071 | 10 053 | 10 010 | 9941 |
|               | 2013 | 2015   | 2016   | 2017   | 2018   | 2019   | 2020   | 2021   | 2022 |